# Alessio Corti
Pour les articles homonymes, voir Corti.
Alessio Corti (né en 1965)  est un mathématicien italien, professeur de mathématiques à l'Imperial College de Londres. Il travaille dans le domaine de la géométrie algébrique.

## Formation et carrière
Corti étudie à l'université de Pise et à l'École Normale Supérieure de Pise, où il obtient un diplôme (Laurea) en 1987. Il obtient son doctorat en 1992 à l'université de l'Utah sous la direction de János Kollár. 
En tant que chercheur postdoctoral, il travaille à la Scuola Normale Superiore de Pise et à l'Institut de recherche en sciences mathématiques de Berkeley, en Californie. De 1993 à 1996, il est professeur Dickson à l'université de Chicago et en 1996, il devient maître de conférences, puis lecteur, de mathématiques à l'université de Cambridge. Depuis 2005, il est professeur à l'Imperial College de Londres.
Il est professeur invité à l'université de Tokyo, l'université nationale de Taïwan et l'université de Rome (La Sapienza).

## Prix et distinctions
En 2002, il est lauréat du prix Whitehead de la London Mathematical Society . 
Il est conférencier invité au Congrès européen de mathématiques de 2012 à Cracovie.
Il est à l'origine d'un projet visant à créer un tableau périodique des formes (en).

## Publications
- (éd) avec Miles Reid: Explicit birational geometry of 3-folds. London Mathematical Society Lecture Notes 281, Cambridge University Press, 2000.
- avec Janos Kollar et Karen Smith: Rational and nearly rational varieties. Cambridge University Press, 2004.
- (éd) : Flips for 3-folds and 4-folds. Oxford Lecture Series in Mathematics and Its Applications 35, Oxford University Press, 2007.
- What is a flip? Notices AMS, vol 51, Décembre 2004, PDF.

## Vie privée
Il est marié et a une fille. 